# Fernando Gutiérrez (Fußballspieler, 1989)
Fernando Ezequiel Gutiérrez (* 4. Februar 1989 in Avellaneda) ist ein ehemaliger argentinischer Fußballspieler. Der rechte Mittelfeldspieler wurde mit dem CD O’Higgins chilenischer Meister.

## Karriere
Fernando Gutiérrez begann seine Karriere 2010 bei San Lorenzo und wechselte nach den Leihstationen beim mexikanischen Verein Estudiantes Tecos und bei Olimpo de Bahía Blanca nach Chile zum CD O’Higgins. Dort war er Bestandteil der Meistermannschaft der Apertura 2013/14. Im Folgejahr kehrte er nach Argentinien zurück, wo er für den CA Patronato, CA Los Andes und Deportivo Achirense spielte. Im Jahr 2018 sammelte er in El Salvador bei Municipal Limeño weitere Auslandserfahrung, kehrte nach einem Jahr in den argentinischen Amateurfußball zurück.

## Erfolge
O’Higgins
- Chilenischer Meister: 2013/14-A
- Chilenischer Supercup-Sieger: 2014